# بيدرو لوبيز (ممثل)
بيدرو لوبيز (بالإسبانية: Pedro López Lagar)‏ هو ممثل إسباني وأرجنتيني، ولد في 18 يونيو 1899 بمدريد في إسبانيا، وتوفي في 21 أغسطس 1977 ببوينس آيرس في الأرجنتين.

## وصلات خارجية
- بيدرو لوبيز على موقع IMDb (الإنجليزية)
- بيدرو لوبيز على موقع أول موفي (الإنجليزية)
- بيدرو لوبيز على موقع قاعدة بيانات الفيلم (الإنجليزية)
- بيدرو لوبيز على موقع كينوبويسك (الروسية)